# Stamnodes virgellata
Stamnodes virgellata är en fjärilsart som beskrevs av Paul Mabille 1885. Stamnodes virgellata ingår i släktet Stamnodes och familjen mätare. Inga underarter finns listade i Catalogue of Life.